# Pro Gloria et Patria

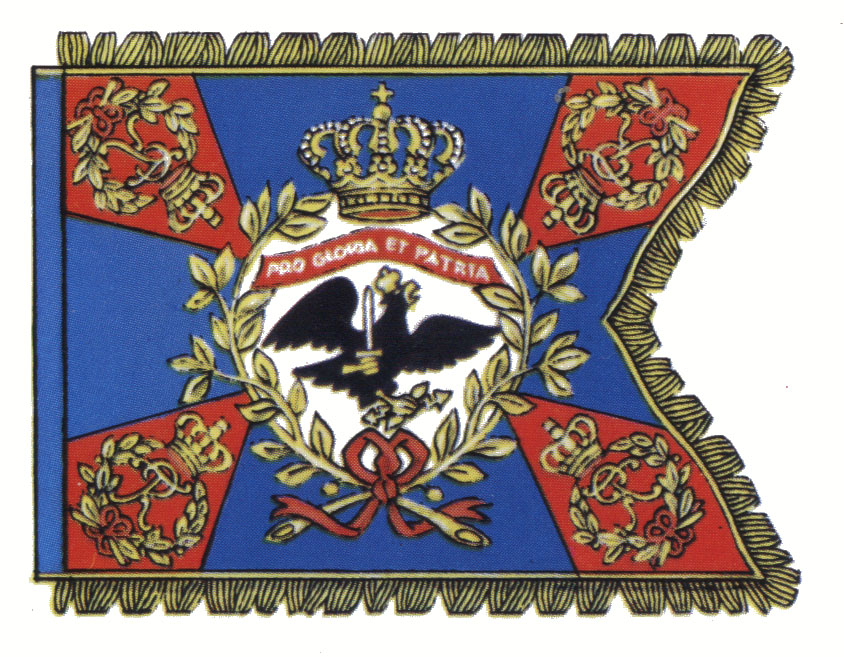
Preußische Standarte vor 1807

Pro Gloria et Patria (lat. „Für Ruhm und Vaterland“) war der Wahlspruch auf den Truppenfahnen der Preußischen Armee.
1713 legte Friedrich Wilhelm I. von Preußen als erster deutscher Monarch einheitliche Maße und Motive für Fahnen und Standarten seiner Truppen fest.
Die Mitte der Regimentsfahnen und Standarten nahm der preußische Adler ein in einem Lorbeerkranz mit Krone, über diesem schwebte zunächst ein Spruchband mit dem Motto Nec soli cedit (lat. „Er weicht nicht vor der Sonne.“). Unter Friedrich II. wurde dieses gegen Frankreich und dessen Sonnenkönig Ludwig XIV. gerichtete Motto in Pro Gloria et Patria geändert. Diese Version der Truppenfahne wurde bis 1918 verwendet.
Bis 1945 verwendete die Feldgendarmerie, die Militärpolizei der Wehrmacht, ebenfalls eine Truppenfahne nach Preußischem Muster mit dem Wahlspruch.